# Lyme Regis
Pour les articles homonymes, voir Lyme.
Lyme Regis est une ville côtière située dans l'ouest du Dorset à 40 km à l'ouest de Dorchester et à 40 km à l'est d'Exeter. Sa position dans la baie de Lyme dans la Manche en a fait à partir du XIIIe siècle un des ports majeurs d'Angleterre. La ville a été la résidence de l'amiral George Somers au XVIe siècle, à cette époque son maire, qui a fondé les premiers établissements permanents dans les îles Somers, connues de nos jours sous le nom des Bermudes. Lyme Regis est jumelée avec Saint George dans cet archipel.
Lyme est mentionnée pour la première fois dans le Domesday Book en 1086 et reçoit sa charte royale en 1284 du roi Édouard Ier, date à laquelle Regis est ajouté à son nom. La charte est confirmée par Élisabeth Ire d'Angleterre en 1591.
Lyme Regis fait partie de la Jurassic Coast, site inscrit au patrimoine mondial de l'UNESCO, elle est surnommée la perle du Dorset. La ville a une population de 4 406 habitants en 2001, dont 45 % de retraités.

## Histoire

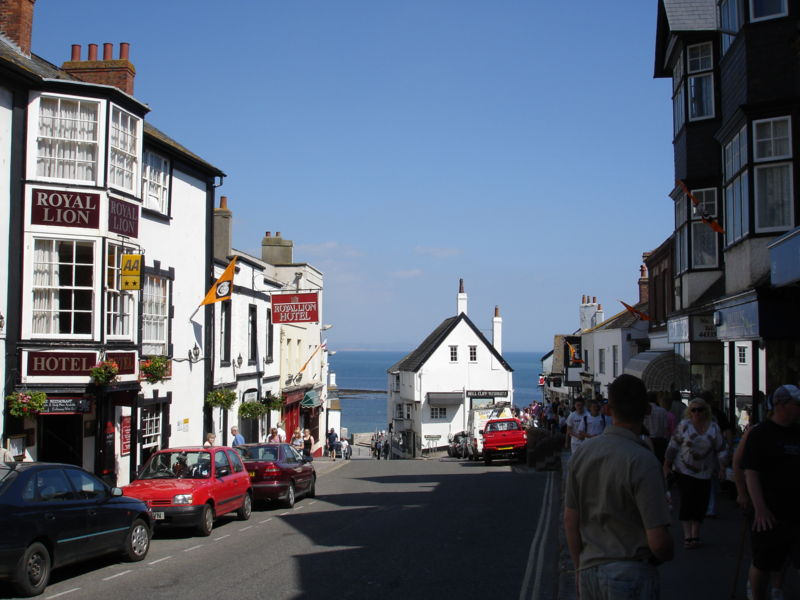
La rue principale, Broad street

En 1644, durant la Première Révolution anglaise, les parlementaires anglais sont assiégés pendant huit semaines par les forces royalistes conduites par le prince Maurice von Simmern. C'est à Lyme que James Scott débarque au début de la rébellion de Monmouth en 1685.
Au début des années 1960, à la suite du rapport Beeching, la gare et la ligne desservant Lyme Regis sont supprimées, cette ligne touristique utilisait encore des locomotives de l'époque victorienne.
Depuis mai 2011 Lyme Regis est jumelé avec la ville de Barfleur dans la Manche.

### LeCobb

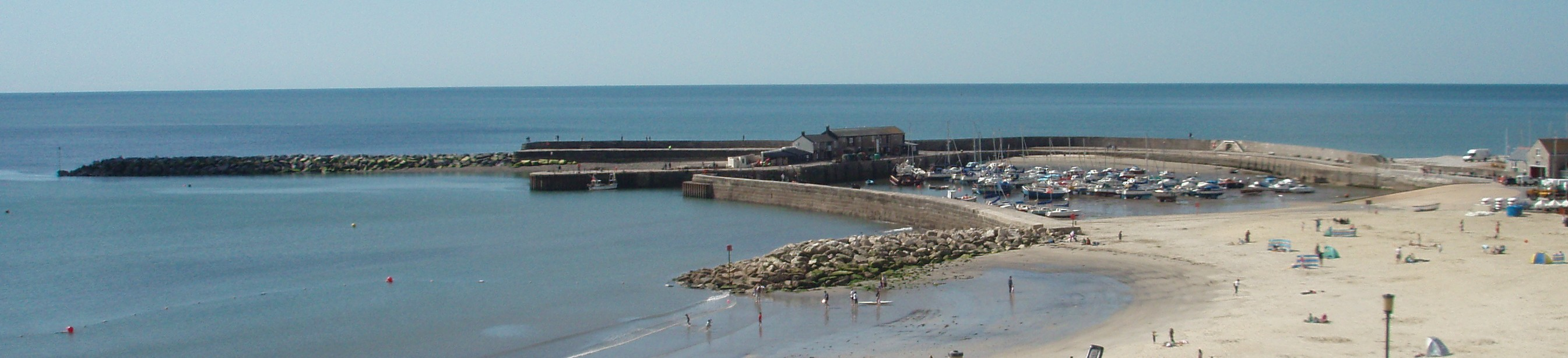
Le Cobb, avec ses bateaux échoués à marée basse.

Lyme Regis est connu pour le Cobb (jetée faite de grosses pierres, ou cobblestones), qui délimite une rade avec un riche passé historique. Cette rade occupe une place importante dans le roman Persuasion de Jane Austen (1818) et dans le film La Maîtresse du lieutenant français de Karel Reisz tiré du roman d'un écrivain local, John Fowles.
Le Cobb  a eu une importance économique énorme pour la ville et la région environnante, leur permettant de se développer comme un port important et comme centre de construction navale à partir du XIIIe siècle. La construction navale est particulièrement importante entre 1780 et 1850. avec près de 100 navires lancés, incluant le HMS Snap, un navire de la Royal Navy de 12 canons. La digue du Cobb fournit une protection à la ville contre les tempêtes et une rade artificielle.
Le port est bien situé pour le commerce avec la France, jusqu'en 1780, il est plus important que celui de Liverpool. Le port décline durant le XIXe siècle car il est incapable d'abriter les navires de plus en plus gros. C'est dans la rade de Lyme que le capitaine Richard Spencer met au point son bateau de sauvetage après la grande tempête de 1824.
La première mention écrite du Cobb date de 1328, un document décrit les dommages d'une tempête. La digue est alors constituée d'un empilement de chênes enfoncés dans le fond sableux avec des rochers entassés entre les piles. Les rochers sont apportés sur place en les faisant flotter accrochés entre des tonneaux vides.

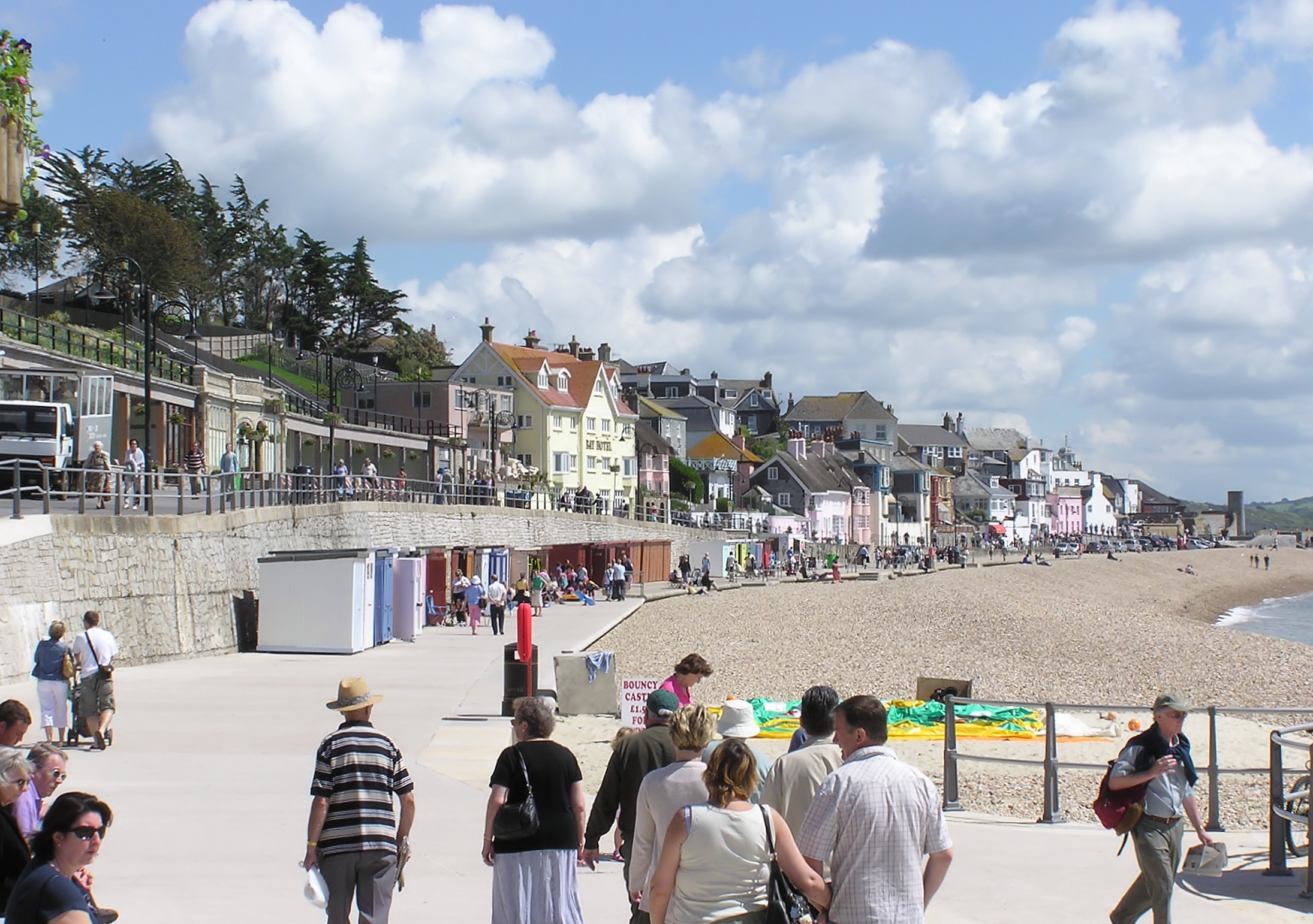
La plage, vue depuis l'extrémité du Cobb

En 1685 la digue est décrite comme un simple entassement de rochers, « Une immense masse de pierre d'une forme de demi-lune [...], pas une pierre n'est façonnée ni maintenue en place par aucune sorte de mortier, les pierres tiennent en place par leurs poids et les flots s'engouffrent entre elles par les interstices. »
Le Cobb a été détruit plusieurs fois. En 1377 la digue est balayée par une tempête, 50 bateaux et 80 maisons sont détruits. Le bras sud est ajouté dans les années 1690 et reconstruit en 1793, une tempête l'ayant détruit l'année précédente. C'est la première fois que du mortier est utilisé pour sa construction. En 1820, le Cobb est entièrement reconstruit en pierre de Portland importée depuis l'île éponyme.

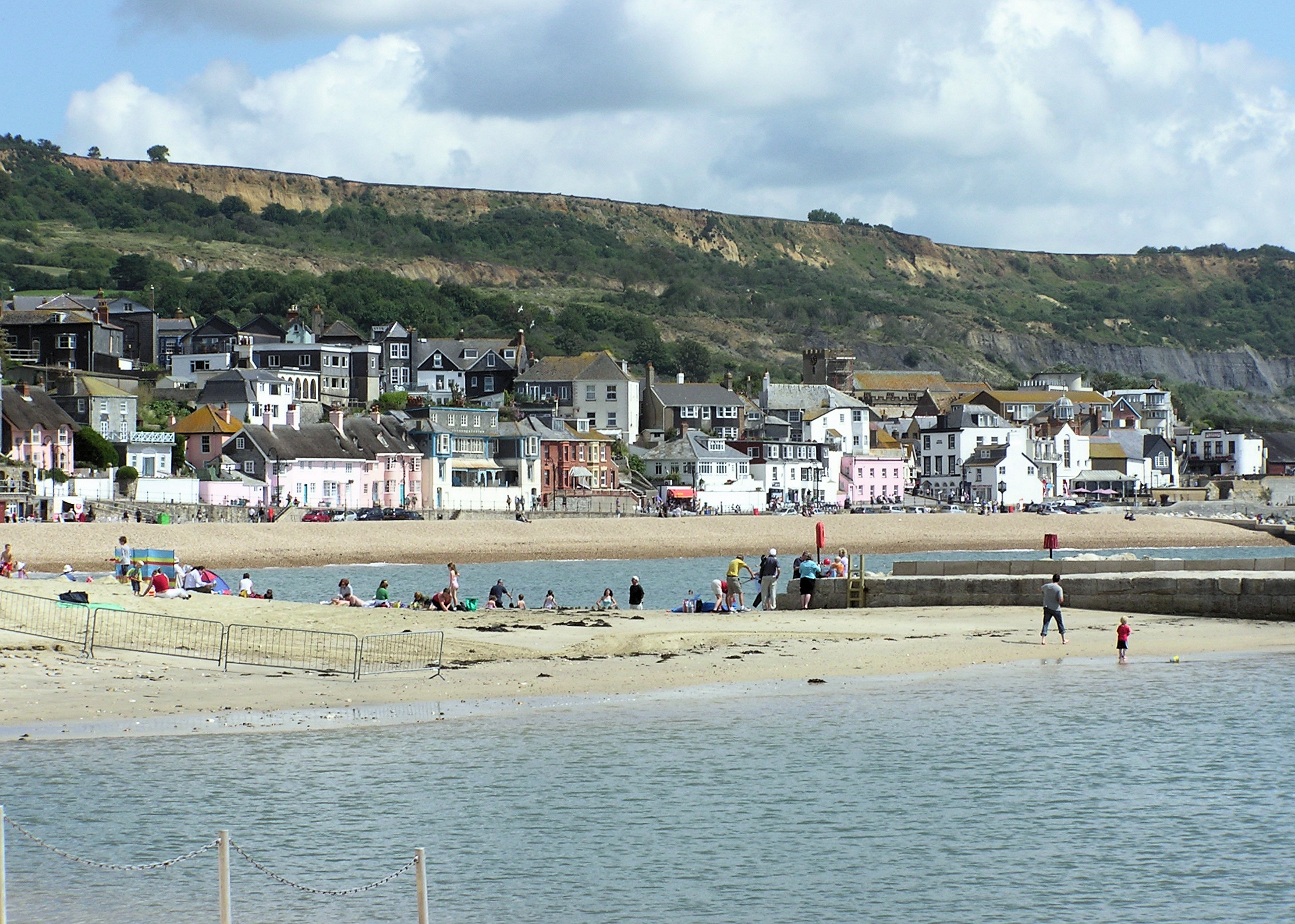
Lyme Regis depuis le Cobb

## Principaux lieux

### Moulin à eau
Le moulin à eau date de 1340, il a été restauré et produit de la farine qui est utilisée dans le fournil du moulin. L'eau provient de la rivière Lym (encore appelé Lim). Le Domesday Book indique qu'un moulin existait déjà en 1086 sans que son emplacement soit connu. Aussi, le site est peut-être encore plus ancien.

### L'église

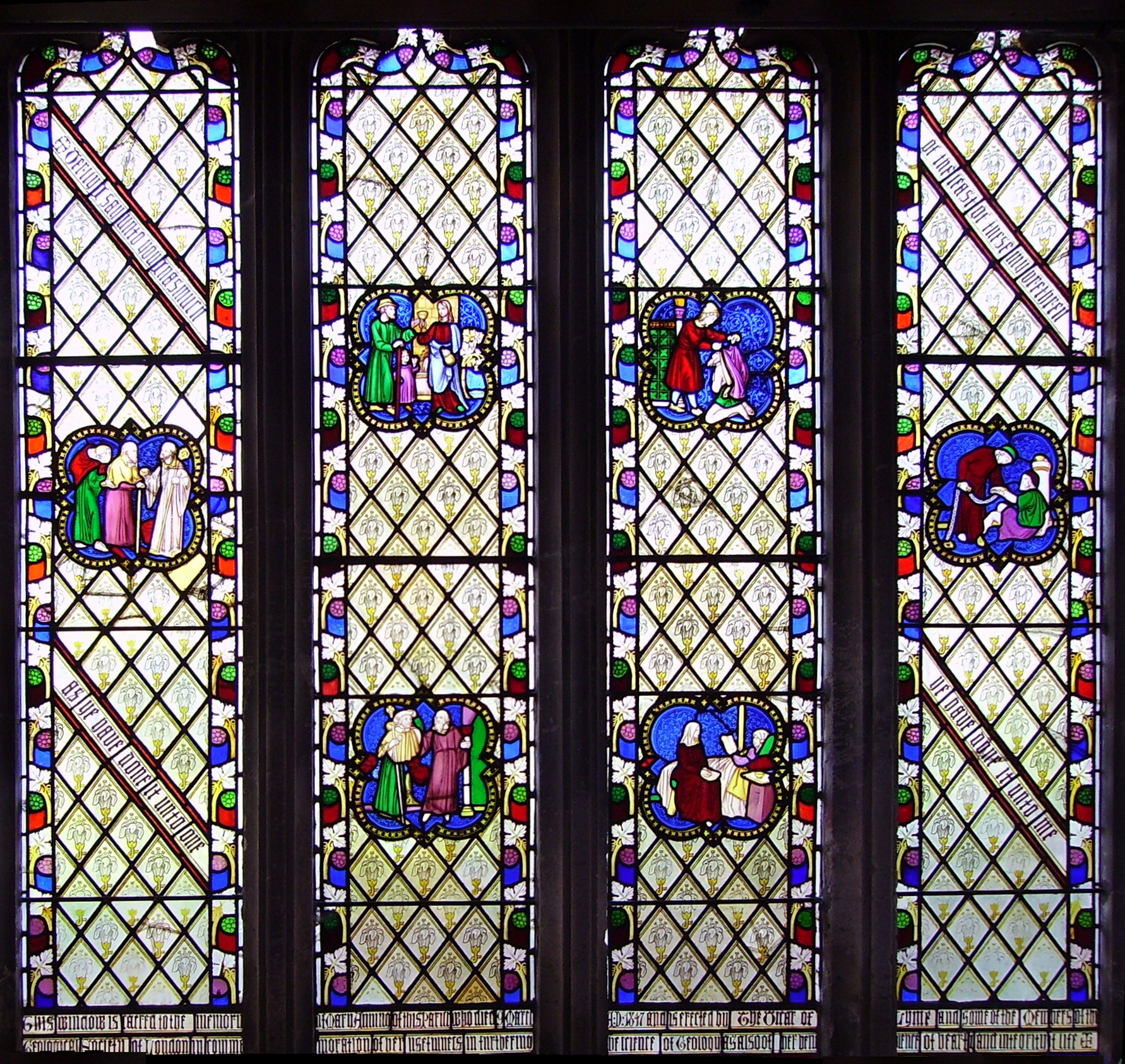
Vitrail de l'église St Michael

L'église de la paroisse est St Michael, Church Street, elle domine la vieille ville. C'est dans son cimetière que Mary Anning est enterrée, l'église contient aussi un vitrail la commémorant mis en place par des membres de la Geological Society of London

### Le musée Philpot

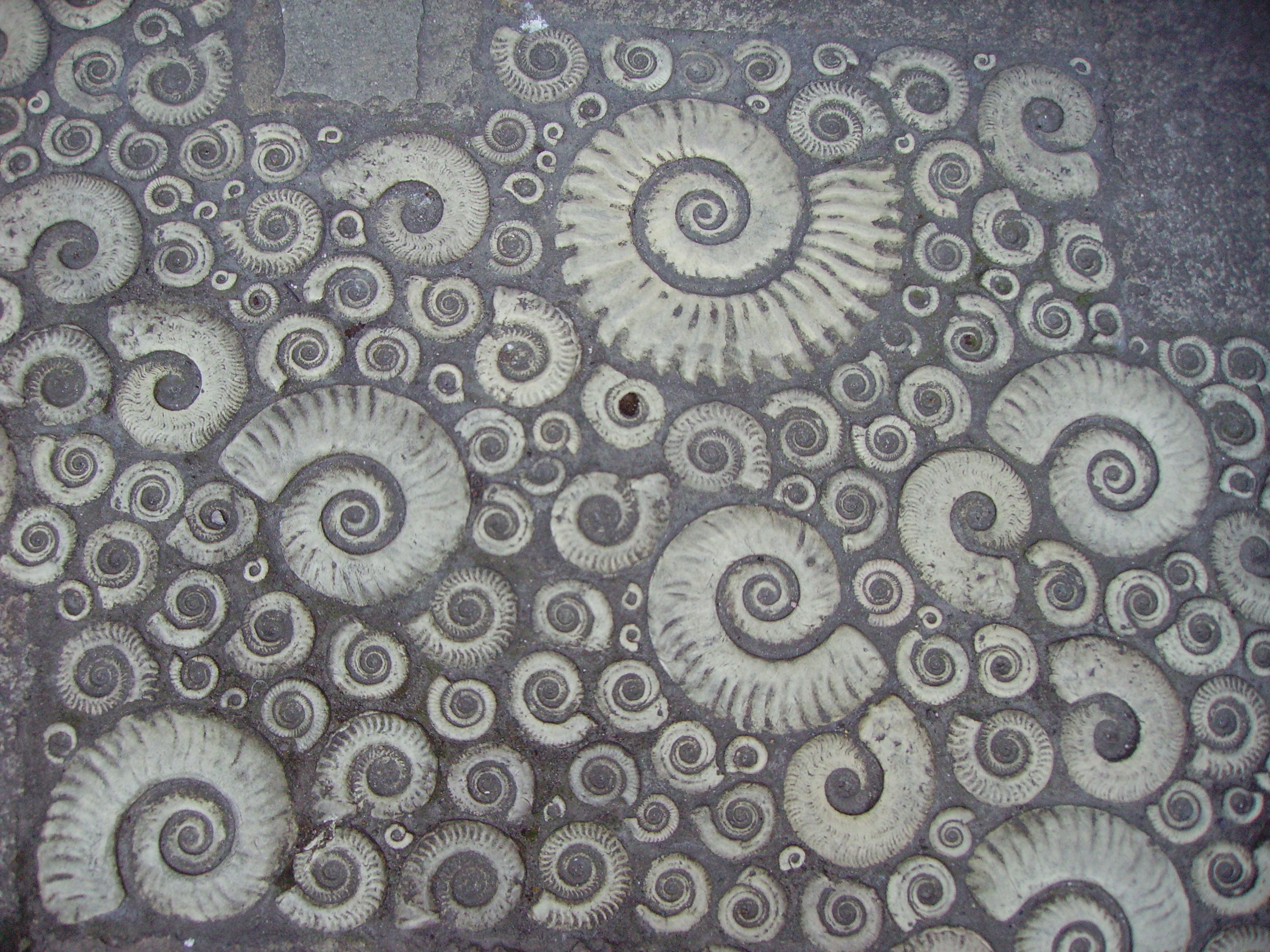
Moulages d'Ammonites enchâssés sur la dalle devant le musée Philpot, en pierre de Coade.

Le musée est construit sur le lieu de naissance de Mary Anning (1799-1847) et de la boutique de sa famille. Il contient une collection d'objets décrivant l'histoire locale et des expositions expliquant la géologie et paléontologie des environs. En dehors du musée, sur la chaussée, une dalle en pierre de Coade montre l'une des principales curiosités géologiques des environs : des ammonites. Une biographie-fiction autour de Mary Anning et Miss Elizabeth Philpot, dont le petit neveu fonda ce musée, a été écrite par Tracy Chevalier sous le titres de Prodigieuses créatures.

### Dinosaurland
Hébergé dans une ancienne église, ce musée fournit une vue de la géologie et de la paléontologie de la Jurassic Coast et donne un aperçu de l'évolution de la vie sur la Terre.

### Lepers Well
Sur la rive ouest de la Lym, près du moulin, une ancienne chapelle est connue sous le nom de Lepers Well, le terme lepers ne se réfère pas nécessairement à une léproserie mais plutôt dans le sens médiéval de lieu de soin. Une plaque rappelle l'hospice sur ce site il y a 700 ans. Le site a été aménagé dans les années 1970 pour accueillir les visiteurs.

## Géologie

### Sites fossilifères

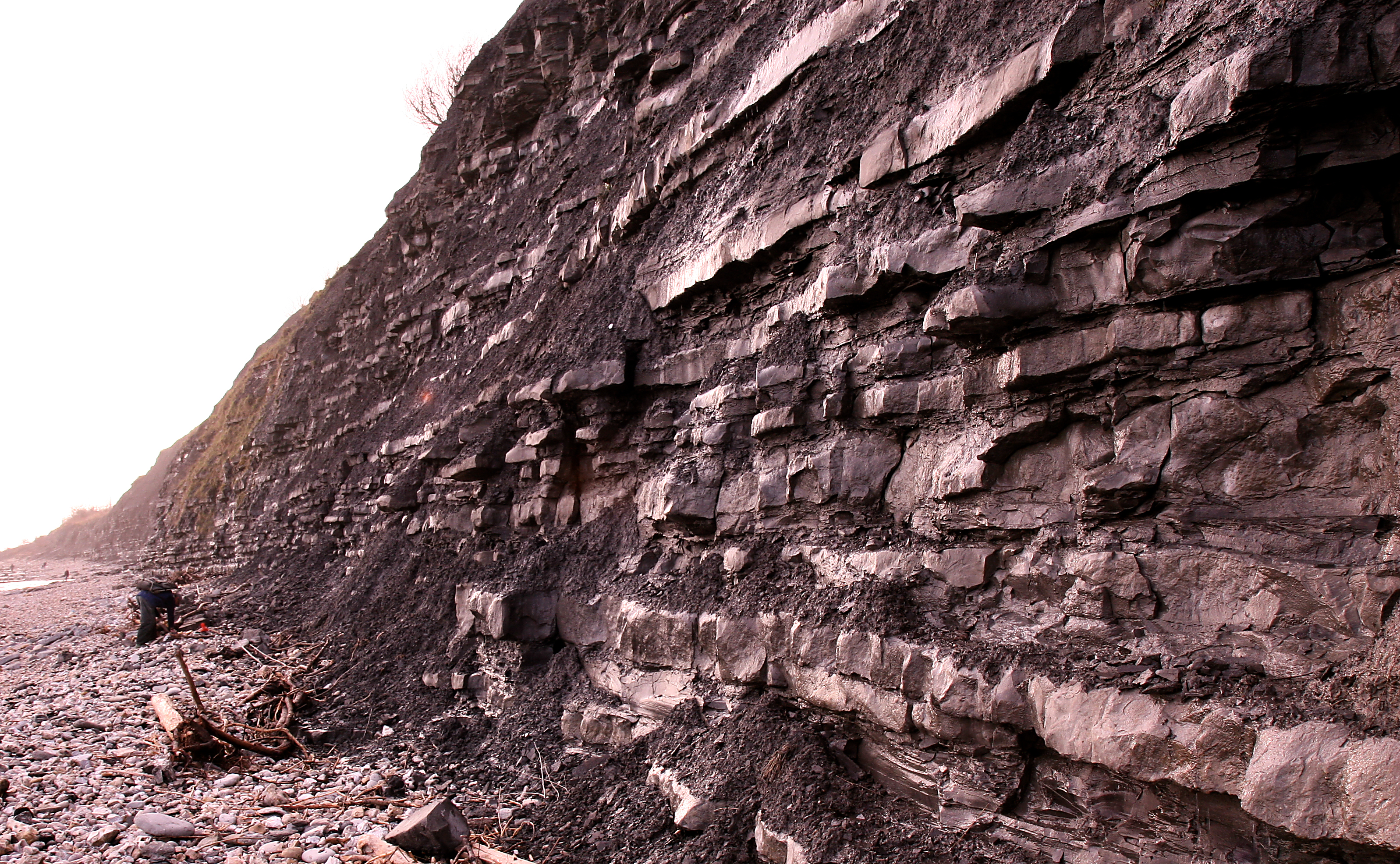
Falaise de l'Hettangien (Lias bleu)

La ville est connue pour ses fossiles provenant des falaises et des plages, les falaises à l'est et à l'ouest de Lyme Regis font partie de la Jurassic Coast, site inscrit au patrimoine mondial de l'UNESCO. Les couches sédimentaires datent du Lias et plus précisément de l'Hettangien, une époque où le registre fossile de qualité est rare. De nombreux spécimens sont complets et un bon nombre des premières découvertes de dinosaures ont été faites dans les environs de Lyme Regis, en particulier celles de Mary Anning. Les découvertes les plus significatives comportent des ichthyosaures, plésiosaures, dimorphodons, Scelidosaurus (un des premiers dinosaures blindés découverts) et des Dapediums[réf. nécessaire].

### Glissements de terrain
La côte aux alentours de Lyme Regis est sujette à des éboulements, de nouveaux fossiles sont régulièrement exposés et découverts sur les plages mais ces éboulements causent aussi des dégâts à la ville. 
Un des éboulements les plus spectaculaires a eu lieu le 24 décembre 1839 à 5 km à l'ouest de Lyme Regis, The Dowlands Landslip. 18 hectares de terre cultivée de blé et de raves se séparent et un précipice de 100 mètres de large et de 50 mètres de profondeur se forme sur une longueur de plus d'un kilomètre. Le terrain ainsi formé devient connu sous le nom d'île des Chèvres. Cinq semaines plus tard, le 3 février, un second éboulement moins important se produit. De nombreux visiteurs ont été attirés par ce phénomène, les paysans des environs tirent profit de la situation et font payer un droit d'entrée de six pence, une fête est organisée lorsque le blé arrive à maturité et est récolté. Cette région est connue sous le nom de l'undercliff et est devenue une réserve naturelle.
En 2005, un plan de sauvegarde des sites a été engagé pour stabiliser les falaises et protéger la ville. Ces aménagements ont coûté la somme de 16 millions de livres. La plage principale de la ville a elle aussi été réaménagée et rouverte le 1er juillet 2006.
Dans la soirée du 6 mai 2008, une section de 400 m de falaise s'est éboulée sur la plage entre Charmouth et Lyme Regis.

## Évènements annuels

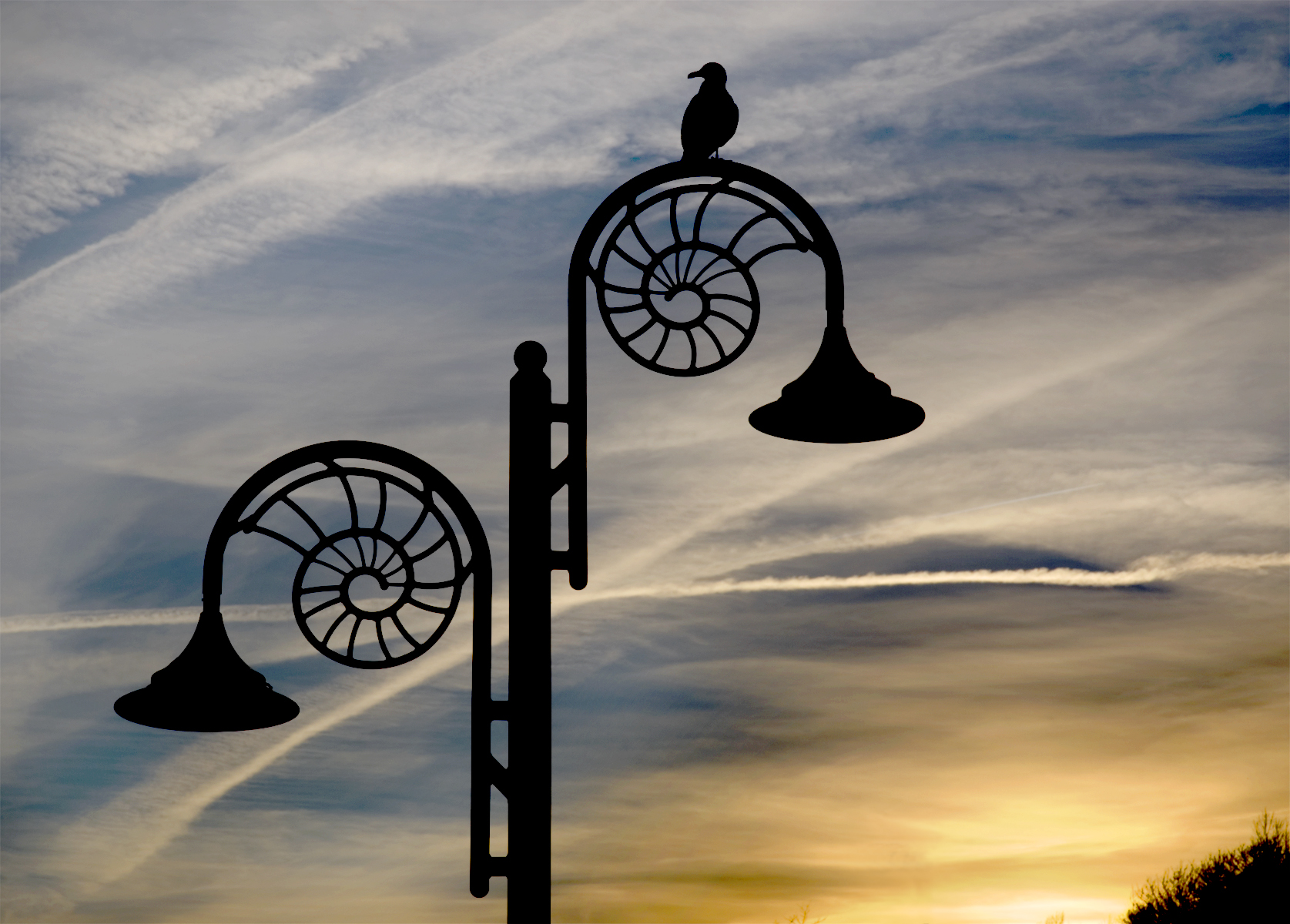
Lampadaire en forme d'ammonites

La ville est tournée vers l'animation touristique et plusieurs événements ponctuent l'année. Parmi eux la régate de Lyme durant une semaine en août, le Lyme Regis Fossil Festival en collaboration avec le muséum d'histoire naturelle de Londres et le jour de Mary Anning. En septembre, the artsfest expose les artistes dans les boutiques de la ville.

## Personnalités
- Mary Anning, (1799-1847), paléontologue anglaise,
- John Fowles, (1926-2005), écrivain anglais,
- Thomas Coram (vers 1688-1751), fondateur du Foundling Hospital à Londres,
- Eleanor Coade (1733-1821), femme d'affaires britannique, son nom est associé à la pierre de Coade,
- William Veysy, briqueteur et député de la ville au Parlement d'Angleterre au XVe siècle.